# Jagdverband 44
El Jagdverband 44 (JV44), también conocido como «Escuadrón de los Ases» (Die Jet Experten), fue un escuadrón formado en los últimos días de la Segunda Guerra Mundial en Alemania.

## Historia
Fue formado por Adolf Galland y muchos de los ases de guerra alemana. En sus filas contaba con 10 pilotos que habían ganado la Cruz de Caballero por acciones en combate. Esta unidad fue dotada con el avión de reacción Messerschmitt Me 262 y empezó a operar en Múnich aunque luego fue cambiando de ubicación.
La unidad solo estuvo operativa dos meses, derribando aproximadamente 50 aviones aliados usando los cañones de 30 mm y los cohetes R4M, 16 de ellos logrados por Heinz Bär. Aunque ésta no fue la unidad que más derribos logró, ya que la JG7, usando el mismo avión, logró muchos más. Finalmente, al terminar la guerra los aviones que no fueron destruidos en combate fueron incendiados por sus propios pilotos.
Estos aviones se enfrentaban en una proporción de 20 a 1 contra los aviones aliados, y estos generalmente no le hacían frente al Me 262, sino que esperaban hasta que tuviera que aterrizar porque éste era su momento más vulnerable. Tampoco había combustible y muchas unidades ya no volaban por falta de dicho elemento. Otro problema al que debía enfrentarse la unidad era la orden de Hitler para que este avión se usara como bombardero: de cada 20 Me 262 fabricados solo uno era destinado a la misión de caza. Todo esto, sumando el caos de la derrota inminente, no hizo más que resaltar las proezas de esta unidad de combate.

## Escuadrón de protección -Die Würger-Staffel
Debido a la gran longitud de pista requerida, y la lenta aceleración que tenía a velocidades bajas, el Me 262 era especialmente vulnerable durante el despegue y el aterrizaje. Galland así estableció su propio escuadrón de protección, el Platzschutzstaffel (Escuadrón de protección de aeródromos), encabezada por el Teniente Heinz Sachsenberg, para proporcionar cobertura aérea para despegues y aterrizajes.

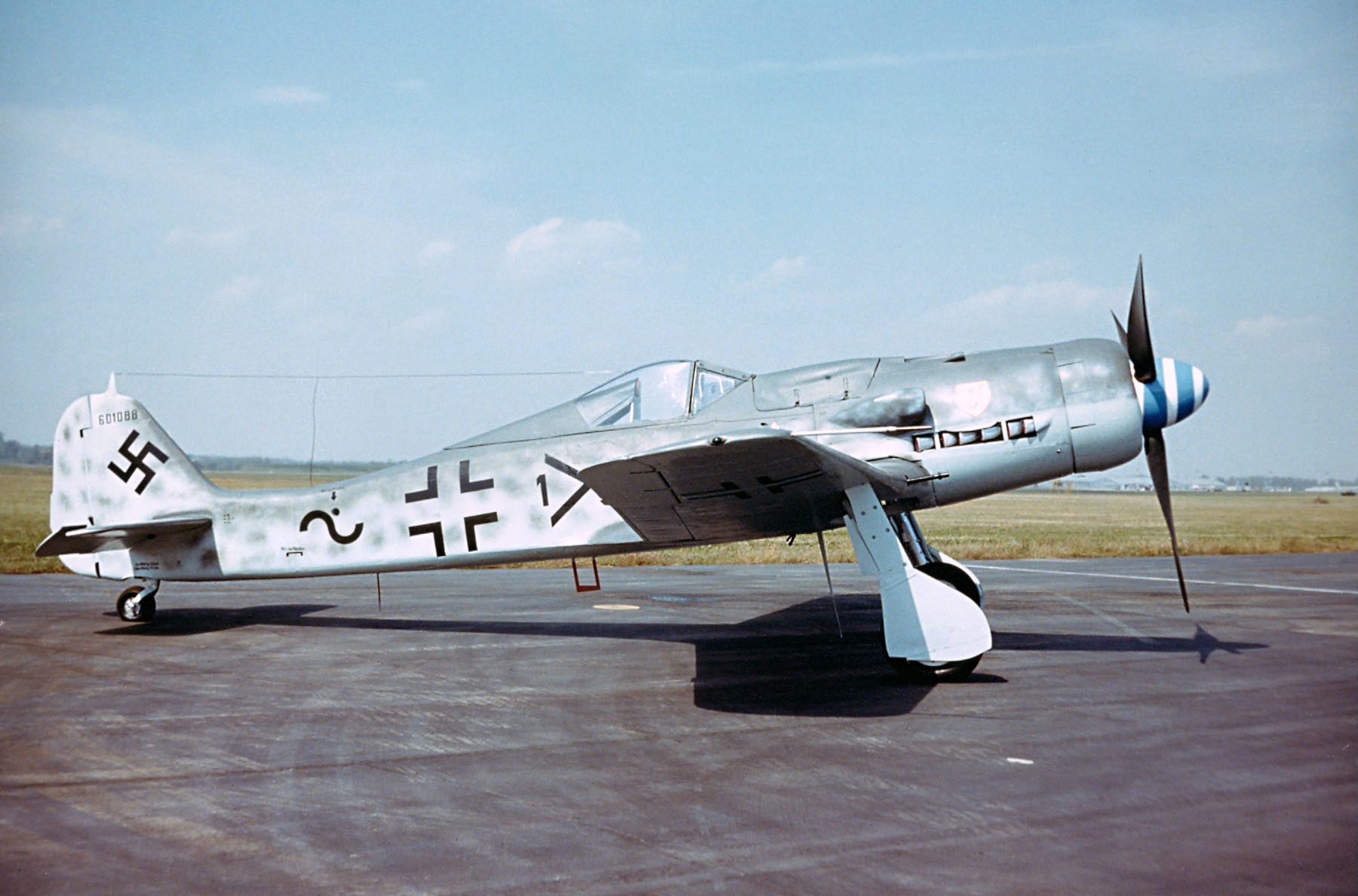
Un Focke Wulf FW 190D Dora de nariz larga

The Platzschutzstaffel volaban los 'Dora' de nariz larga , Fw-190 D-9, o la variante del Fw-190 D-11 del conocidísimo Fw 190. Estos aviones fueron pintados de color rojo brillante en la superficie inferior de las alas con rayas blancas en contraste para que baterías antiaéreas pudieran distinguirlos de los aviones aliados con motor de pistón, llevando a su apodo de posguerra humorístico de Papagei Staffel (Escuadrón Loro). El Staffel fue apodado "Die Würger-Staffel", apodo común para la versión del Fw 190A original equipada con un motor radial BMW 801 , que era Würger o Ave carnicera.

## Pilotos del JV 44
Muchos connotados expertos alemanes fueron llamados a las filas del JV44. Ha sido el escuadrón con más ases volando para él de la Historia, rivalizando solo el Circo volante de Manfred von Richthofen .